# Jan Żdżarski
Jan Żdżarski, (ur. 27 kwietnia 1946 w Milanówku zm. 12 maja 2024 w Warszawie)– dziennikarz.
Ukończył VII Liceum Ogólnokształcące im. Juliusza Słowackiego w Warszawie, jest absolwentem Wydziału Dziennikarstwa Uniwersytetu Warszawskiego.
Od 1 grudnia 1965 do 1 listopada 1991 pracował w dzienniku „Słowo Powszechne”, współpracował z dziennikiem „Sport”, Redakcją Sportową TVP i PR, tygodnikiem „Motor” i „WTK”. W latach 1967–1981 był członkiem 
SDP, następnie od 1983 członkiem SDRP.
Jest autorem reportaży i sprawozdań z rajdów samochodowych Sobiesława Zasady (1969–1979), był specjalnym wysłannikiem „Słowa Powszechnego” na 45 podróży apostolskich Jana Pawła II (1979–1991), sprawozdawcą z duszpasterskich podróży do ośrodków polonijnych prymasa Polski kard. Józefa Glempa (1984–1991) oraz wieloletnim sekretarzem redakcji nocnej „Słowa Powszechnego”.
Został nagrodzony Srebrnym Krzyżem Zasługi. W 1987 otrzymał nagrodę Klubu Publicystów Motoryzacyjnych, w 1975 „Złote Pióro” oraz Złotą Odznakę Honorową Polskiego Związku Motorowego w 1977 roku.

## Twórczość
Jan Żdżarski jest autorem wystawy fotograficznej Rajd Londyn – Sydney oraz współautorem wystaw fotograficznych z I i II pielgrzymki Jana Pawła II do Polski.

## Publikacje
- Rajd Londyn – Sydney – Sport i Turystyka 1979,
- Z orłem i z krzyżem – duszpasterskie wizyty prymasa Polski – I.W.PAX 1991,
- Józef Hofmann geniusz zapomniany – Studio STO, 2002,
- Najlepsi polscy sportowcy XX wieku (współautor) – Studio STO 2002,
- Wśród nas – książka o papieskich pielgrzymkach drukowana w odcinkach w „Dzienniku Związkowym” w Chicago (2005), współautor zdjęć do albumów z serii papieskiej wyd. I.W.PAX.
- Panteon polskiego sportu (współautor) – Wydawnictwo Przybylik 2013
- 85 lat Sobiesława Zasady – Wydawnictwo Przybylik 2015
- Rajd przez życie. Wspomnienia reportera – Wydawnictwo Przybylik  2016